# Singapore Sling
Singapore Sling é um coquetel feito com base de gin criado em Singapura. Esse drinque foi desenvolvido em algum momento antes de 1915 por Ngiam Tong Boon, um barman que trabalhava no Long Bar do Raffles Hotel, em Singapura. Ele foi inicialmente chamado de gin sling – um sling era, originalmente, uma bebida estadunidense feita de bebida destilada com água, adoçada e aromatizada.

## História
The Times descreveu a "receita original" do drinque como a mistura de duas medidas de gim com uma de licor de cereja, suco de laranja, abacaxi e limão. Uma alternativa para a receita original usa gim, licor de cereja, Bénédictine e suco de abacaxi fresco.

## Estilo atual
Na década de 1980, o Singapore Sling era frequentemente feito de gim, mix de limão (conhecido em inglês como sweet and sour ou sour mix) e grenadina. Com o aumento do uso de sucos frescos na preparação de coqueteis, a bebida começou a voltar a parecer com sua versão original.

### Versão da IBA
O drinque é um coquetel oficial da IBA (International Bartenders Association). A receita oficial da associação leva uma medida de gim (3 cl); meia medida de licor de cereja (1.5 cl); um quarto de medida de Cointreau, a mesma de Bénédictine (0.75cl); um terço de medida de Grenadine (1 cl); meia medida de suco de limão (1.5cl); um toque de Angostura; e quatro medidas de suco de abacaxi (12 cl).

## Gin sling
O gin sling, cujo primeiro registro data de 1790, era uma bebida norte-americana de gim, que era aromatizada, adoçada e servida gelada, com diversos sabores e receitas diferentes, a versão mais popular sendo com suco e fatias de limão siciliano. A Singapore sling é documentada tão cedo quanto 1930, como uma receita publicada no livro Savoy cocktail book, lançado pelo hotel Savoy, um lendário hotel no centro de Londres. A receita pede por um quarto de medida de suco de limão, a mesma de gim seco, e meia medida de licor de cereja; agitar bem, despejar em um copo de tamanho médio, completar o com água com gás e adicionar gelo.